# Лінійні кораблі класу «Бісмарк»
Лінкори класу Bismark — клас німецьких лінкорів періоду Другої світової війни. Складався з двох кораблів — «Бісмарка» та «Тірпіца», названих на честь райсканцлера Отто фон Бісмарка та державного секретаря Альфреда фон Тірпіца.

## Історія
На корабельні Blohm & Voss Гамбургу заклали у липні 1936 бойовий корабель (нім. Schlachtschiff) «F» («Bismarck») і у листопаді корабель «G» («Tirpitz») на Військово-морській корабельні Вільгельмсгафен. За своїми тактико-технічними даними вони відповідали взятим на озброєння у травні 1937 лінкорам класу Dunkerque флоту Франції та кораблям британського Royal Navy. На час початку проектування 1934 їхню водотоннажність вказували у 35 000 т, хоча реально вона становила понад 50 000 т.
Кораблі були спущені на воду у лютому-квітні 1939 і їхня добудова припала на початок Другої світової війни. Лінкори мали певні відмінності у конструкціях, зокрема розміщенням башт середньої артилерії у центральній частині кораблів, розміщенні палива, запаси якого на «Тірпіці» були більшими. На «Тірпіці» встановили торпедні апарати із затоплених есмінців в ході операції «Везерюбунг».

### Корпус

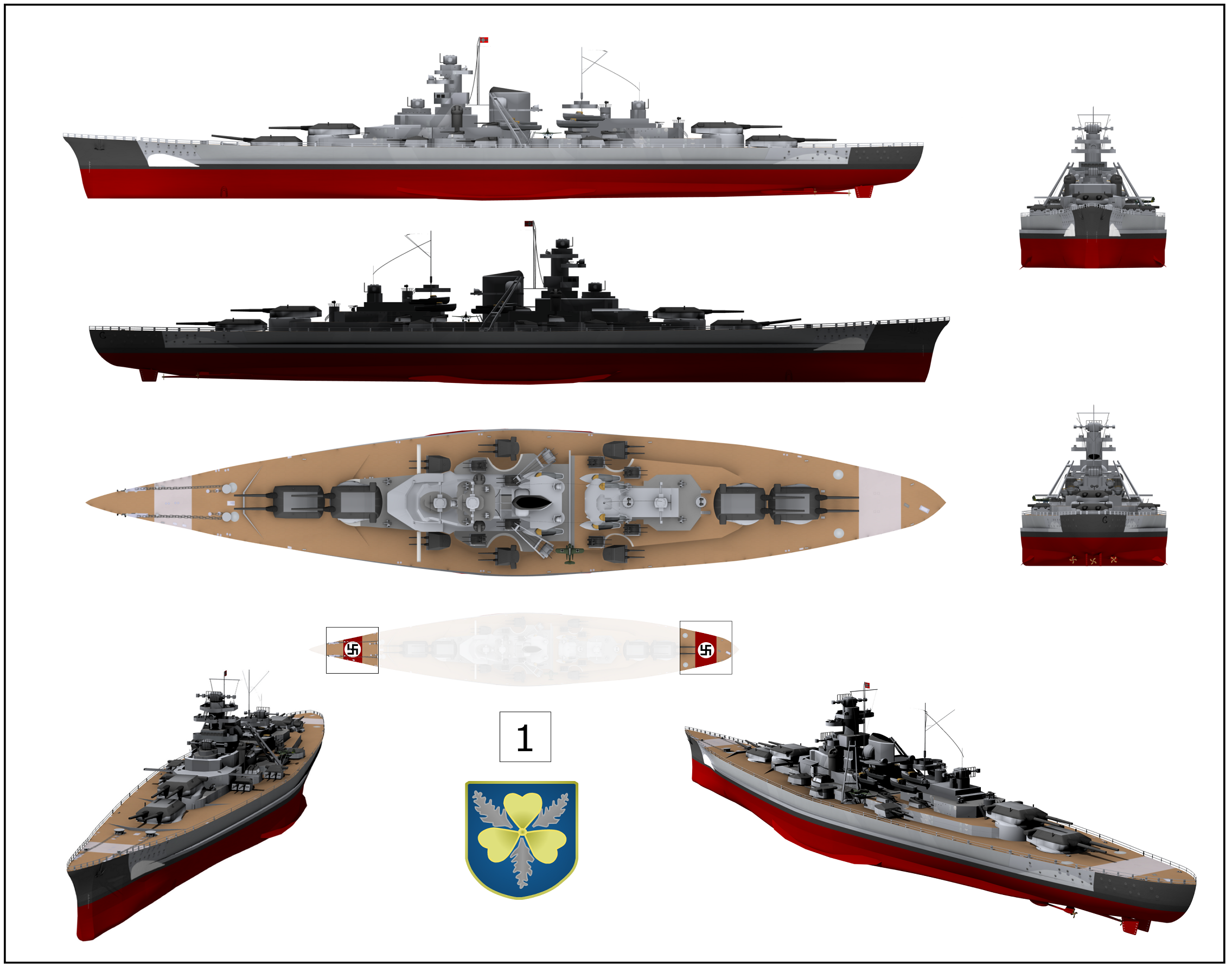
Bismark

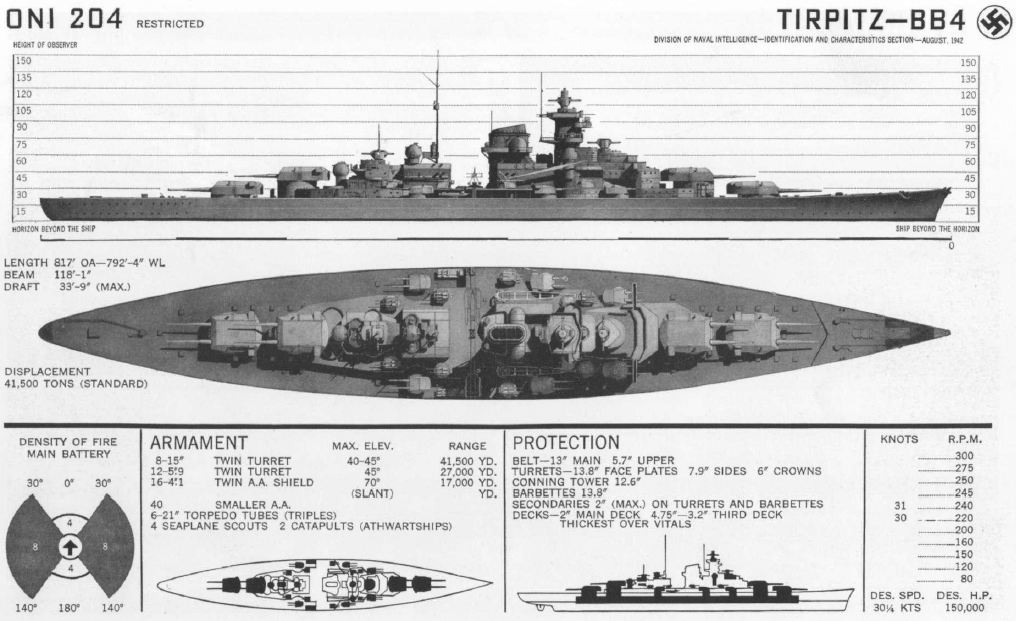
Tirpitz по даних розвідки ВМФ США. 1942

Лінкори отримали зварні корпуси з подвійним дном, розділені на 22 водонепроникні відсіки довжиною до 15 м кожен. Крім того 9 поздовжніх перегородок робило водонепроникними кожну палубу. Дренажна система призначалась для виведення води з корпуса. 12 помп з електричним приводом могли відкачувати по 15м³/хв. на висоту 12 м. Загальна продуктивність помп становила 16.200 м³/год. Насоси могли підключатись до викачування води з певного приміщення. Їх могли використовувати для заповнення водою камер боєприпасів під баштами. Для зменшення нахилу корабля 10 труб могли використовувати для вирівнювання рівня води з двох сторін корабля. Допоміжна система складалась з 4 трюмних відцентрових помп продуктивністю по 50 м³/год. Існувало ще 6 портативних помп.

### Захист

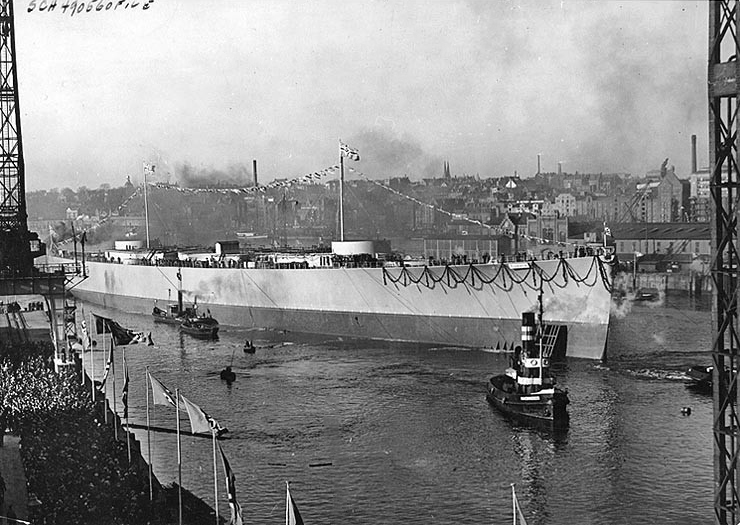
Спуск на воду «Бісмарка»

Панцирний захист лінкорів призначався в першу чергу для витримування обстрілу з далеких дистанцій і бомбових ударів. Захист повинен був витримати обстріл 380-мм набоїв з відстані 20-30 км. Тому велику увагу приділили панцирній палубі.
Вага панцирного захисту лінкорів становила 18.990 т., з них 1.590 т припадало на рухомі частини башт (вага решти корпусу 11.691,0 т). У лінкорах застосовували нові види круппівської сталі — загартовані з однієї сторони і цементовані панцирні плити KC nA; негартовані гомогенні панцирні листи Wh і Ww (Вотан твердий і Вотан м'який).
Цитадель захищали плити KC nA, посилені у важливих місцях плитами Wh. Панцирна палуба складалась з плит Wh. Артилерійські башти складались з плит KC nA і Wh.

### Силова установка
Як і в лінкорах класу Шарнгорст у лінкорах класу Bismark використовували парові котли високого тиску з перегрітою парою ()58 атм, 475°С), парові турбіни з механічним редуктором, через який обертовий момент передавався на вал. Для кожного з трьох гребних гвинтів застосовували окремий генератор, котли з незалежним постачанням палива, охолодження морської води. У аварійних ситуаціях можна було підключати будь-які компоненти інших систем.

### Артилерія

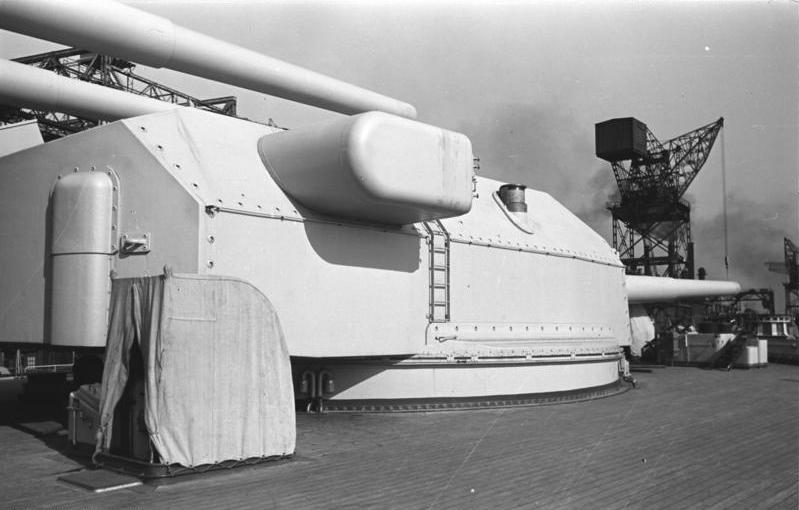
Башта головного калібру

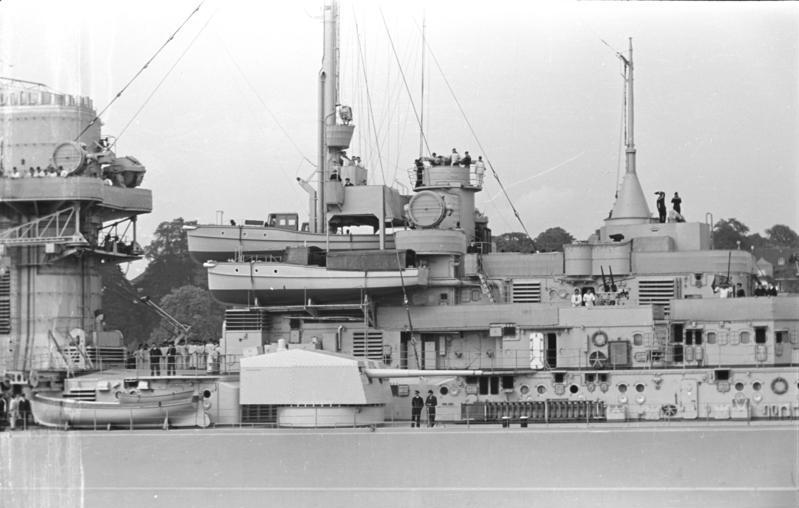
150-мм башта

У баштах встановлювали 2×380-мм гармати SK C/34 L/47 компанії Friedrich Krupp AG. Дані гармати планували встановити при переозброєнні на лінкори «SMS Scharnhorst», «Gneisenau». При нахилі 30° дальність стрільби складала 35,6 км набоями вагою до 800 кг. Три гармати використовували на залізничній базі під назвою "Зігфрід". В час дружби Гітлера з Сталіним 6 таких двогарматних башт було продано СРСР для запланованих крейсерів проекту «69И» «Кронштадт». Середня артилерія складалась з 150-мм гармат SK C/28 L/55 компанії Friedrich Krupp AG у 6×2 баштах. Вони використовувались на усіх типах важких кораблів Третього Райху. Дальність стрільби 45,5 кг набоями складала 22-23 км. Зенітна артилерія складалась з 105-мм гармат SK C/33. При швидкострільності 15-18 п./хв. висота стрільби складала 13 км, дальність 17,85 км. 38 швидкострільних гармат 37-мм SK C/30 мали дальність стрільби 8,5 км, висоту 6,7 км. 18-90 («Тірпіц») 20-мм гармат мали дальність стрільби 4,6 км при висоті стрільби 3,5 км. У «Тірпіца» було встановлено 533-мм торпедні апарати G7a T1 у двох чотирьохтрубних установках.

### Авіація

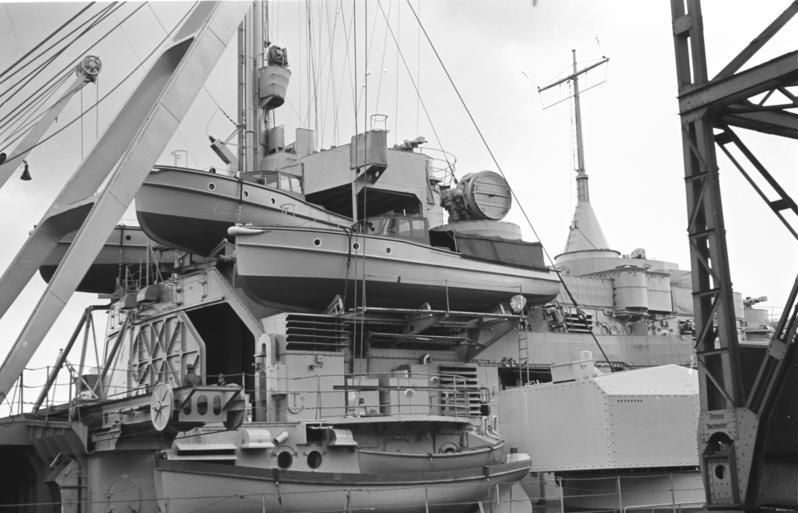
Шлюпки біля авіаційного ангара

Для розвідки на лінкорах встановлювали 4 гідролітаки Arado Ar 196, у яких складались крила і які розміщували по 2 в ангарах біля димової труби і на кормі. Для зльоту літака призначалась 32-м подвійна катапульта, яку можна було видовжити до 48 м. Для підйому з води літаки призначались 12-т крани з двох сторін корпусу.

### Засоби порятунку
|           |                   | |
| Кількість | Тип               | Розміщення                                                                                           |
| 3         | Капітанський бот  | Дах ангара на правому борті                                                                          |
| 1         | Мотобаркас        | Дах ангара на кормі                                                                                  |
| 2         | Мотопінас         | Дах ангара на кормі                                                                                  |
| 4         | Човни посильні    | Дах верстатного ангара у надбудовах                                                                  |
| 2         | Рятувальні катери | Висіли на шлюпбалках для високої готовності з двох сторін між передньою і середньою 150-мм гарматами |
| 2         | Ял                | З двох сторін між кормовою 150-мм баштою і катапультою                                               |
| 2         | Дінгі             | З двох сторін на ялах                                                                                |
|           |                   | |
|           |                   | |
|           |                   | |
|           |                   | |

## Bismark

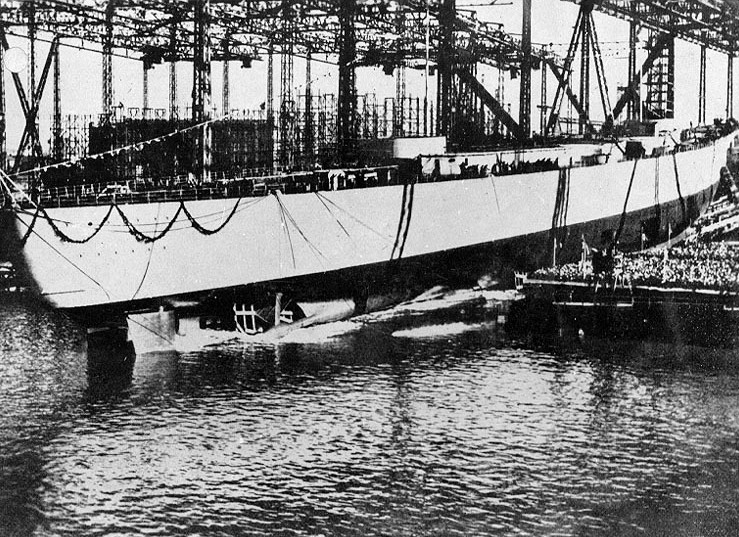
Bismark. Спуск на воду

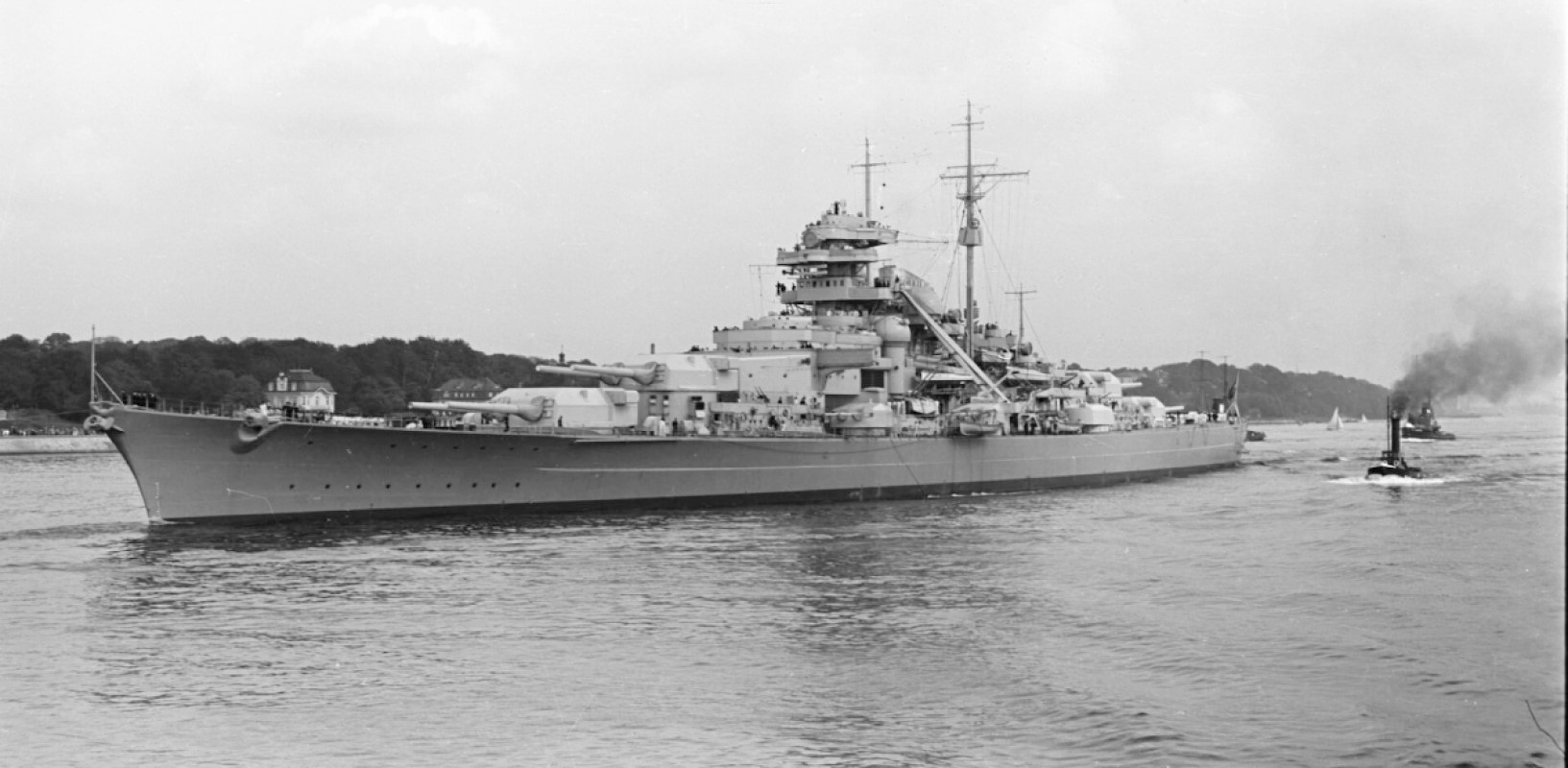
Bismark. 1940

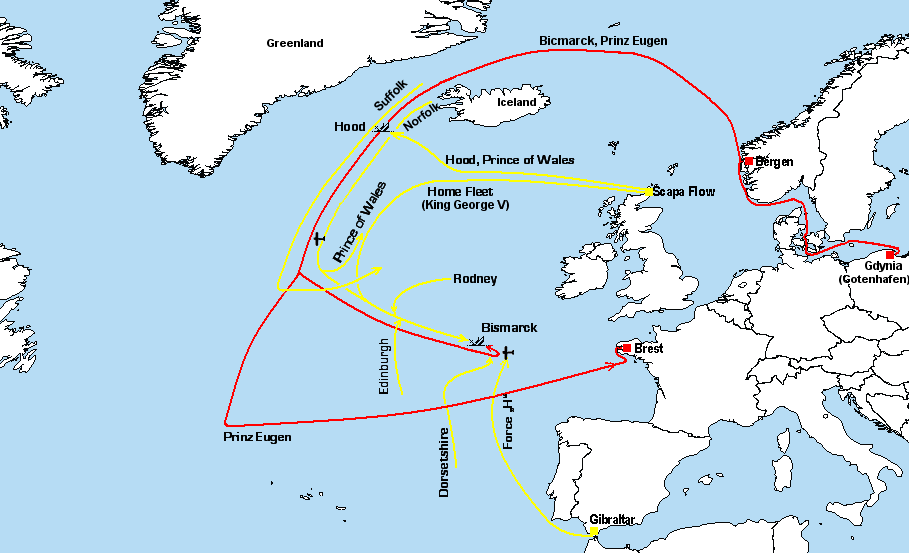
Схема 1-го рейсу «Bismark»

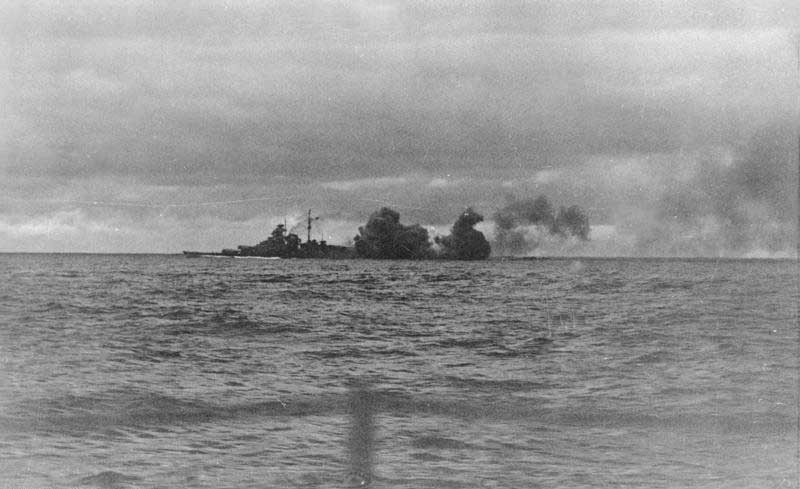
Bismark у бою з HMS Hood

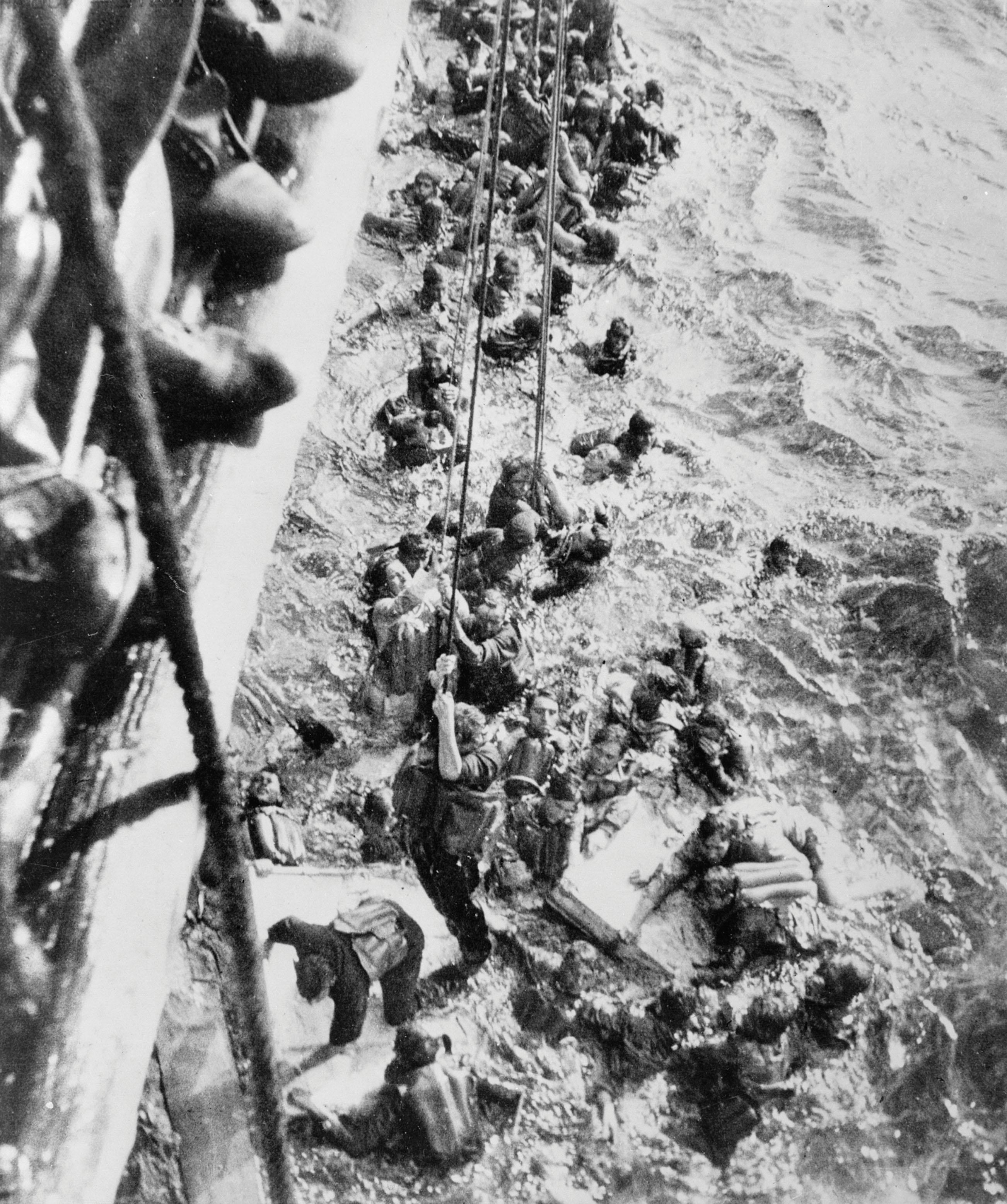
Моряки «Бісмарка» біля HMS Dorsetshire

Лінкор задумували для боротьби з ворожим мореплавством у північній Атлантиці. Він узяв участь у одній операції «Rheinübung». За задумом Грос-адмірала Еріха Редера «Bismark» повинен був відтягнути на себе ворожі військові кораблі, а важкий крейсер «Prinz Eugen» зайнятись ворожими торговими кораблями. Їм на допомогу з Бресту мали б вийти лінкори «Scharnhorst» і «Gneisenau».
«Бісмарк» і «Принц Євгеній» вийшли в море 18 травня 1941 для прориву до Атлантики. Англійці швидко виявили їхній вихід в море і кинули значні сили для їхнього пошуку. 24 травня 1941 0 5:52 розпочався їхній бій з британськими кораблями Королівського флоту. Внаслідок першого попадання 203-мм набою з «Prinz Eugen» лінійний крейсер HMS Hood загорівся, а після п'ятого залпу «Бісмарка» о 6:00 зірвався і затонув з 1415 членами екіпажу. Лінійний корабель «HMS Prince of Wales» отримав 4 пападання з «Бісмарка», 3 з «Принца Євгенія» і рятувався втечею за димовою завісою. Командир «Бісмарка» вирішив його не переслідувати. Одне з 3 попадань у «Bismark» прийшлось у незахищений панцирними плитами носовий резервуар з мазутом для котлів, який змішався з морською водою, внаслідок чого лінкор втратив швидкість і залишав за собою на воді масляний слід. «Prinz Eugen» був відпущений у вільне плавання, а «Bismark» попрямував до французького порту Сен-Назер. На безпечній віддалі за ним йшли HMS Prince of Wales, HMS Suffolk, HMS Norfolk. О 18:14 «Бісмарк» розпочав їх обстрілювати і «Prinz Eugen» вирішив відійти, але через брак палива у «Bismark» не було можливості їх переслідувати. О 22:10 дев'ять торпедоносців його безуспішно атакували.
З авіаносця HMS Ark Royal 26 травня 1941 лінкор атакувало 15 застарілих торпедоносців Fairey Swordfish з максимальною швидкістю 220 км/год. У корму корабля 20:47 попала єдина торпеда, від вибуху якої заклинило стерна під кутом 15° і дещо деформувало вали гребних гвинтів. Через погоду, затоплення приміщень навколо стерна пошкодження неможливо було виправити. Спроби керувати кораблем за допомогою гребних гвинтів були невдалими. «Bismark» міг пересуватись лише по колу з швидкістю 7 вузлів, являючи собою легку мішень.
27 травня 1941 о 8:00 його почали обстрілювати лінійні кораблі HMS Rodney, HMS King George V і важкі крейсери HMS Norfolk, HMS Dorsetshire. Після двогодинного бою за згадками моряків «Бісмарка» задля недопущення його захоплення екіпаж самозатопив корабель, відкривши кінгстони, що підтверджують підводні дослідження його корпусу, які виявили лише 4 пробоїни у панцирних листах (див. Експедиція: Бісмарк) і відкриті кінгстони. Великі кораблі відразу покинули поле бою. Два есмінці підняли з води 110 моряків, залишивши решту команди у воді начебто через загрозу від німецьких підводних човнів (можливо, це була помста за HMS Hood). Загинуло 1995 моряків «Бісмарка» з 2200.

## Tirpitz

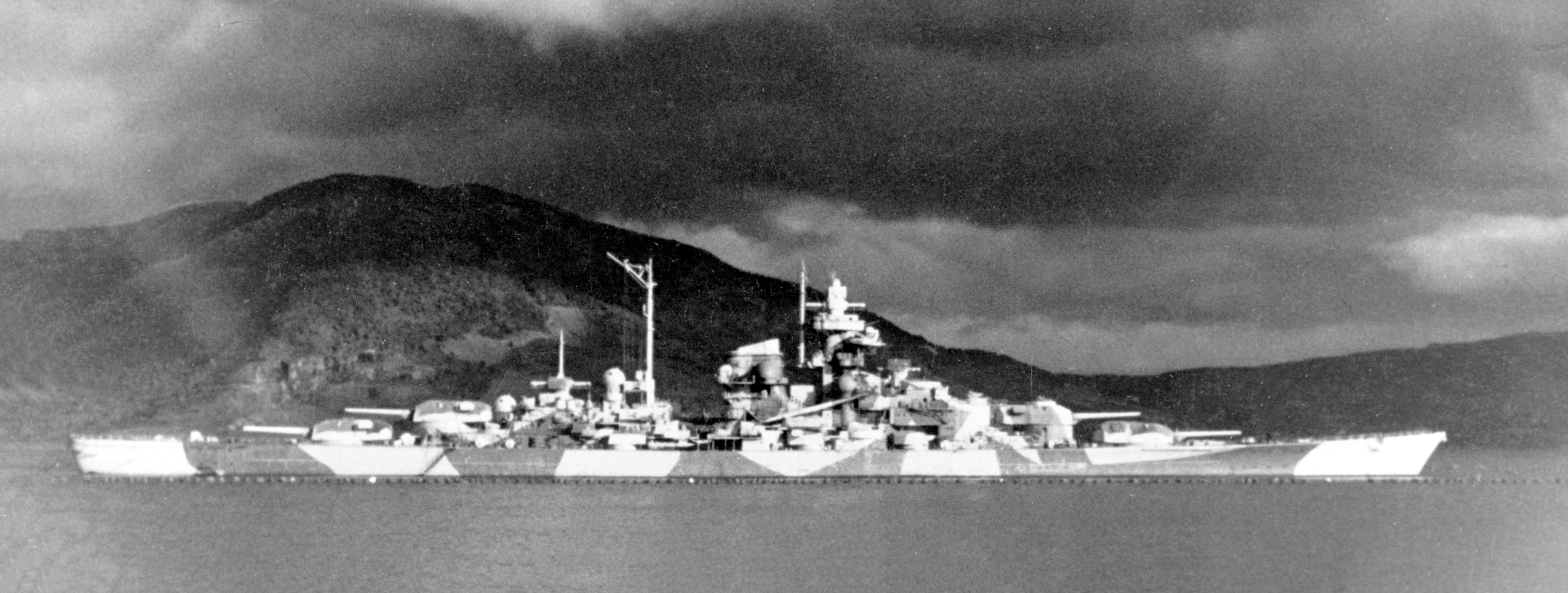
Tirpitz і фіорді неподалік Нарвіка. 1943/44

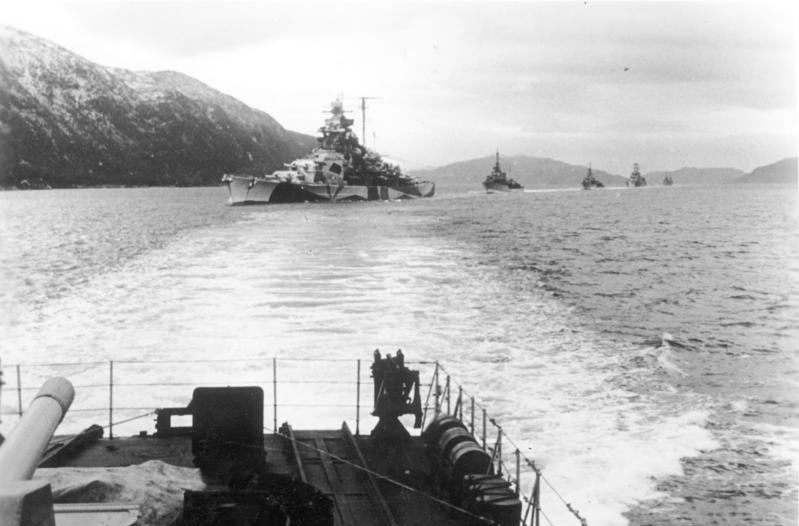
Вихід «Тірпіца» в море з есмінцями. Жовтень 1942

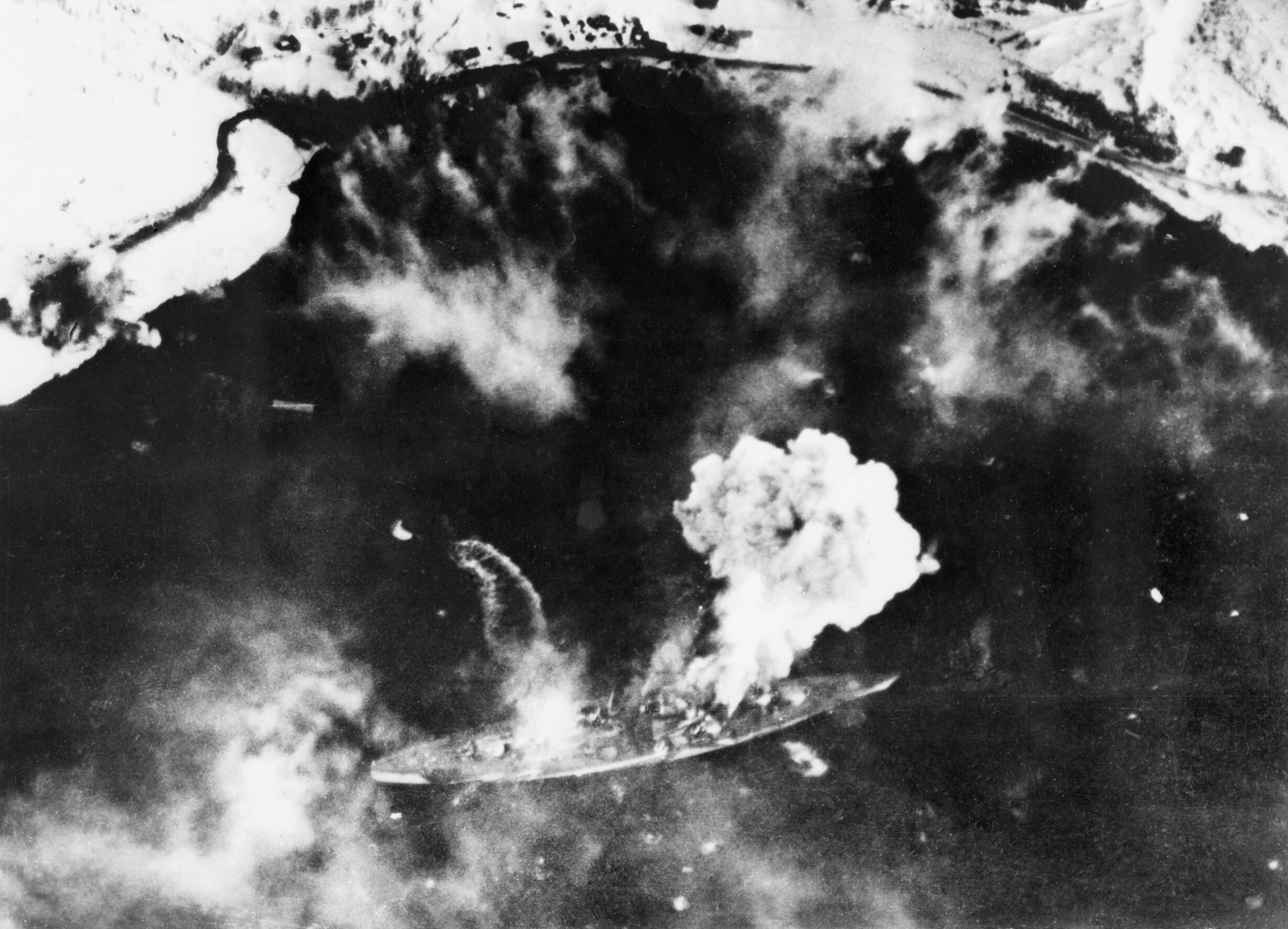
Атака лінкора 3 квітня 1944

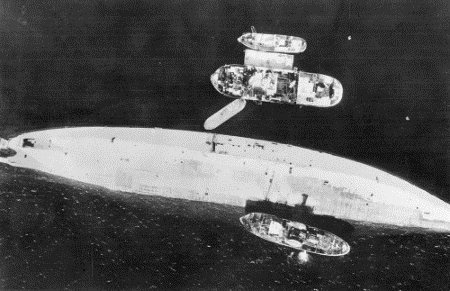
Днище «Тірпіца». 22 березня 1945

Через бомбардування корабельні 1940 прийняття лінкору до складу флоту відбулось лише 25 лютого 1941 р. Плани використання лінкора «Tirpitz» змінились після загибелі однотипного лінкору «Bismark». Лінкор в основному переховували у фіордах Норвегії. Його виходи в море відбувались не надто часто, але викликали занепокоєння в Англії, відволікаючи значні сили Королівського флоту.
Через рік після прийняття до складу Крігсмаріне «Tirpitz» узяв участь в безуспішній операції Sportpalast по перехопленню арктичних конвоїв PQ-12 і QP-8 (1-9 березня 1942. Початок операції Rösselsprung по перехопленні конвою PQ-17 затримався через нерішучість Гітлера дати дозвіл на її проведення. Про потенційний вихід «Тірпіца» і кишенькових лінкорів «Адмірал Шеер», «Admiral Hipper» стало відомим британцям, які відкликали військові кораблі і розпустили вантажні кораблі конвою, 22 з 35 кораблів якого потопили підводні човни і авіація. Через це бойова група майже відразу повернулась назад. У вересні 1943 в ході операції Sizilien лінкор обстрілював цілі на острові Шпіцберген — єдиний випадок безпосереднього контакту «Тірпіца» з ворогом.
30/31 жовтня 1942 британці здійснили невдалу операцію Chariot по атаці на лінкор у фіорді Тронхейм. У вересні 1943 міні підводним човнам вдалось підкласти під «Tirpitz» 4 міни. Хоча човни виявили, лінкор не встиг зійти з місця стоянки до вибуху, внаслідок якого було пошкоджено носову частину, одну з турбін, башту «С», далекоміри. Ремонт тривав до квітня 1944 р. В ході операції Tungsten 4 авіаносці під прикриттям 2 лінкорів, 2 крейсерів, 16 есмінців підійшли до Норвегії і 3 квітня з 05:30 до 08:00 бомбардувальники Fairey Barracuda двома хвилями атакували «Tirpitz». Бомби пошкодили надбудови, але не пробили панцирний захист. Загинуло 123 моряки до 300 було поранено. Нова атака з авіаносців в операції Mascot у липні була безуспішною. У серпні 1944 «Тірпіц» пройшов морські випробовування, а атаки (операції Goodwood I, Goodwood II) знову не мали успіху. 15 вересня бомбардувальники Avro Lancaster вилетіли з-під Архангельська з 5-тонними бомбами Tallboy і 230-кг мінами. Одна з бомб пошкодила ніс лінкору, позбавивши його можливості вийти в море. Було прийнято рішення не відновлювати лінкор, який перевели в Тромсе для використання як плавучої батареї у випадку атаки британців, позбавивши його систем димового, зенітного захисту і зробивши досяжним для атак з теренів Шотландії.
28 жовтня в ході операції Obviate з бази RAF Лоссімут вилетіли бомбардувальники. Від вибуху бомби Tallboy погнуло гребний вал лінкору. Операція Catechism пройшла 12 листопада. У лінкор попало 3 бомби Tallboy. Одна відбилась від панцирного захисту башти, а інші пробили панцирну палубу. Від їхнього вибуху у лівому борті утворилась пробоїна у 61 м. Через пожежу і вибух у пороховому складі вирвало башту «С». Лінкор перевернувся догори кілем і затонув, причому загинуло 1000 моряків з 1700.
Після затоплення «Тірпіца» основна частина британських важких кораблів, авіаносців була переведена у Індійський, Тихий океан для боротьби з флотом Японії.
Корпус корабля був піднятий з дна фіорду і розрізаний на металобрухт. Електричні генератори донині використовуються у місті Хоннісвог.